# Evius cochenouri
Evius cochenouri là một loài bướm đêm thuộc phân họ Arctiinae, họ Erebidae.